# Red by HBO
Red by HBO (trước đây gọi là Screen Red) là kênh phim Châu Á do hai hãng truyền hình HBO Asia và Mei-Ah Hong Kong hợp tác sản xuất, ra mắt vào ngày 12 tháng 4 năm 2010 với tên ban đầu là Screen Red. Kênh chuyên phát sóng những bộ phim bom tấn mới nhất của điện ảnh khu vực châu Á, phim truyền hình, tin tức giải trí, và phỏng vấn các nhân vật nổi tiếng. Từ ngày 1 tháng 10 năm 2015, kênh Screen Red được đổi tên thành Red by HBO.

## Dừng phát sóng
Vào ngày 1 tháng 7 năm 2021, kênh Red by HBO sẽ chính thức dừng phát sóng trên toàn châu Á, với bộ phim cuối cùng được phát sóng là The Garden of Evening Mists.